# Spidning på pæl
 Der er for få eller ingen kildehenvisninger i denne artikel, hvilket er et problem. Du kan hjælpe ved at angive troværdige kilder til de påstande, som fremføres i artiklen.

Spidning på pæl var en henrettelse i Sverige, særlig anvendt på skånelandske (danske) modstandsmænd. Spidning praktiseredes ikke i andre erobrede provinser. En spids træpæl blev ført ind mellem rygraden og huden på en sådan måde, at den stak ud bagom nakken. På denne måde kunne det vare næsten en uge, før døden indtraf. Pælene blev rejst langs vejene "til skræk og advarsel". Ifølge et øjenvidne, den svenske generalguvernør Magnus de la Gardie, var Skånelands veje med jævne mellemrum omkranset af spiddede "snaphaner". 
Myten vil vide at Peter den Store brugte en "russisk" variant, hvor en pæl blev stukket op gennem endetarmen så den kom ud gennem halsen. En pæl i endetamen vil hurtigt medføre døden.
Den mest kendte person der er blevet sat i forbindelse med spidning på pæl, er uden tvivl den valakiske fyrste Vlad Ţepeş (1431-76).